# Canton de Montreuil
Le canton de Montreuil est une ancienne division administrative française située dans le département du Pas-de-Calais et la région Nord-Pas-de-Calais.

## Géographie
Ce canton est organisé autour de Montreuil-sur-Mer dans l'arrondissement de Montreuil. Son altitude varie de 1 m (Le Touquet-Paris-Plage) à 100 m (Neuville-sous-Montreuil) pour une altitude moyenne de 74 m.

## conseillers généraux de 1833 à 2015
| Période          | Période          | Identité                                     | Étiquette     | Qualité                                                                                        |
| ---------------- | ---------------- | -------------------------------------------- | ------------- | ---------------------------------------------------------------------------------------------- |
| 1833             | 1841 (décès)     | Hilaire Poultier (1785-1841)                 |               | Magistrat Maire de Saint-Josse                                                                 |
| 1841             | 1842             | Alexandre Roubier d'Hérambault (Dhérambault) | Gauche        | Avocat à Douai Député (1831-1846, 1848-1851 et 1852-1864) Maire de Montcavrel                  |
| 1842             | 1848 (décès)     | Vincent Lefebvre de la Houplière (1793-1848) |               | Maire de Lépine                                                                                |
| 1848             | 1886             | Émile de Lhomel                              | Droite        | Banquier, maire de Montreuil-sur-Mer Député (1885-1889)                                        |
| 1886             | 1888 (décès)     | François Manier                              | Républicain   | Propriétaire à Montreuil-sur-Mer                                                               |
| 1888             | 1900 (décès)     | Jean Sailly                                  | Républicain   | Propriétaire à Écuires                                                                         |
| 1900             | 1906 (décès)     | Léon Parmentier                              | Républicain   | Propriétaire à Berck                                                                           |
| 1907             | 1919             | Désiré Adolphe Quettier                      |               | Docteur en médecine Maire de Berck                                                             |
| 1919             | 1940             | Michel Malingre                              | RG            | Maire de Berck (1919-1944) Nommé conseiller départemental en 1943                              |
|                  |                  |                                              |               |                                                                                                |
| 1945             | 1949             | Robert Delbé                                 | MRP           | Pharmacien, conseiller municipal de Berck                                                      |
| 1949             | 1957 (décès)     | Henri Alquier                                | RGR           | Vétérinaire, adjoint au Maire de Berck                                                         |
| 31 mars 1957     | 1966 (démission) | Henri Elby                                   | Rad. puis DVD | Industriel à Groffliers Sénateur (1936-1944) Suppléant du député Charles Delesalle (1958-1962) |
| 27 novembre 1966 | 1979             | Henri Elby (fils du précédent)               | RI            | Chef d'entreprise Sénateur (1983-1986)                                                         |
| 1979             | 1992             | Jean-Marie Krajewski                         | PS            | Professeur de collège Elu en 1992 dans le Canton de Berck                                      |
| 1992             | 2015             | Bernard Pion                                 | RPR puis UMP  | Commerçant en produits agricoles Maire de Montreuil-sur-Mer de 1972 à 2008                     |

## Conseillers d'arrondissement (de 1833 à 1940)
Le canton de Montreuil avait deux conseillers d'arrondissement.
| Période      | Période          | Identité                                       | Étiquette   | Qualité |
| ------------ | ---------------- | ---------------------------------------------- | ----------- | --- |
| 1833         |                  | Grégoire Germain Boitel (1769-1845)            |             | Propriétaire, maire de Montreuil-sur-Mer                                                                    |
| 1833         |                  | Jean Baptiste Hilaire Lefebvre de La Houplière |             | Agriculteur, maire de Lépine                                                                                |
|              |                  |                                                |             | |
|              | 1883 (démission) | M. Hochedé                                     |             | Ancien notaire à Saint-Josse-sur-Mer                                                                        |
|              |                  |                                                |             | |
| av.1892      |                  | Octave Barré                                   |             | Maire de Verton                                                                                             |
| av.1892      | 1909 (décès)     | Eugène Bloquel                                 | Républicain | Notaire, avoué, propriétaire à Montreuil-sur-Mer                                                            |
| 1892         | 1913             | Louis-François Godin                           | Républicain | Propriétaire, maire de Cucq                                                                                 |
| 21 août 1910 | 1919             | Charles Minet                                  | Républicain | Agriculteur, maire de Wailly-Beaucamp, Président de la société d'agriculture de Montreuil-sur-Mer           |
| 1909         | 1931             | Damas Froissard                                | RG          | |
| 1919         | 1931             | Léon-Edmond Dupont                             | RG          | Maire de Montreuil-sur-Mer (1915-1919 et 1925-?)                                                            |
| 1931         | 1940             | Pierre Rivet                                   | Rad.        | Premier adjoint au maire de Berck                                                                           |
| 1931         | 1937             | M. Gressier                                    | Rad.        | |
| 1937         | 1940             | Paul Lefèbvre                                  | Rad.        | Conseiller municipal de Campagne-lès-Wardrecques                                                            |
| 1940         |                  |                                                |             | Les conseils d'arrondissement ont été suspendus par la loi du 12 octobre 1940 et n'ont jamais été réactivés |

## Composition
Le canton de Montreuil groupe 17 communes et compte 21 810 habitants (recensement de 2006 population municipale).
| Communes                    | Population (2012) | Code postal | Code Insee |
| --------------------------- | ----------------- | ----------- | ---------- |
| Beaumerie-Saint-Martin      | 345               | 62170       | 62094      |
| La Calotterie               | 600               | 62170       | 62196      |
| Campigneulles-les-Grandes   | 274               | 62170       | 62206      |
| Campigneulles-les-Petites   | 563               | 62170       | 62207      |
| Cucq                        | 5 208             | 62780       | 62261      |
| Écuires                     | 789               | 62170       | 62289      |
| Lépine                      | 283               | 62170       | 62499      |
| La Madelaine-sous-Montreuil | 166               | 62170       | 62535      |
| Merlimont                   | 2 994             | 62155       | 62571      |
| Montreuil-sur-Mer           | 2 331             | 62170       | 62588      |
| Nempont-Saint-Firmin        | 196               | 62180       | 62602      |
| Neuville-sous-Montreuil     | 681               | 62170       | 62610      |
| Saint-Aubin                 | 234               | 62170       | 62742      |
| Saint-Josse-sur-Mer         | 1 170             | 62170       | 62752      |
| Sorrus                      | 600               | 62170       | 62799      |
| Le Touquet-Paris-Plage      | 5 438             | 62520       | 62826      |
| Wailly-Beaucamp             | 938               | 62170       | 62870      |

## Démographie
| 1962   | 1968   | 1975   | 1982   | 1990   | 1999   | 2006   | 2009 |
| ------ | ------ | ------ | ------ | ------ | ------ | ------ | ---- |
| 15 953 | 17 328 | 19 139 | 19 960 | 20 942 | 21 603 | 21 810 | -    |